# جي. مارشال براون
جي. مارشال براون هو شخصية أعمال وسياسي أمريكي، ولد في 1924 في نيو أورلينز في الولايات المتحدة. نشط حزبياً في الحزب الديمقراطي. وقد انتخب عضو مجلس نواب لويزيانا ‏.